# Victoria Palla
Victoria Palla (9 gennaio 2001) è una sciatrice alpina britannica.

## Biografia
Slalomista pura attiva dal luglio del 2017, Victoria Palla ha esordito in Coppa Europa il 25 gennaio 2021 a Zell am See e in Coppa del Mondo il 10 gennaio 2023 a Flachau, in entrambi i casi senza completare la prova, e ai successivi Mondiali di Courchevel/Méribel 2023, suo esordio iridato, si è classificata 36ª; ai Mondiali di Saalbach-Hinterglemm 2025 si è piazzata 23ª nello slalom speciale. Non ha preso parte a rassegne olimpiche.

## Palmarès

### Coppa Europa
- Miglior piazzamento in classifica generale: 136ª nel 2025

### Nor-Am Cup
- Miglior piazzamento in classifica generale: 2ª nel 2024
- Vincitrice della classifica di slalom speciale nel 2024
- 9 podi:
  - 3 vittorie
  - 2 secondi posti
  - 4 terzi posti

#### Nor-Am Cup - vittorie
| Data             | Località    | Paese       | Specialità |
| ---------------- | ----------- | ----------- | ---------- |
| 4 gennaio 2024   | Stratton    | Stati Uniti | SL         |
| 5 gennaio 2024   | Stratton    | Stati Uniti | SL         |
| 24 febbraio 2024 | Devils Glen | Canada      | SL         |

Legenda:

SL = slalom speciale

### Campionati britannici
- 5 medaglie:
  - 1 oro (slalom gigante nel 2025)
  - 3 argenti (discesa libera, slalom speciale nel 2018; slalom speciale nel 2022)
  - 1 bronzo (slalom gigante nel 2018)